# カミーユ・トマ
カミーユ・トマ（Camille Thomas, 1988年5月29日 - ）は、フランスのチェロ奏者。
パリの生まれ。地元でマルセル・バルドンとフィリップ・ミュレールにチェロを師事。また、ベルリンのハンス・アイスラー音楽大学でシュテファン・フォルクとフランス・ヘルメルソンのレッスンも受け、ヴァイマール音楽大学にてヴォルフガング・エマヌエル・シュミットの薫陶も受けた。2014年にはヨーロッパ放送連合主催のコンクールで優勝し、フランスのヴィクトワール・ド・ラ・ミュジークの新人賞も獲得した。2017年にはドイツのエコー音楽賞を室内楽部門で受賞している。